# Gutsbezirk Münsingen

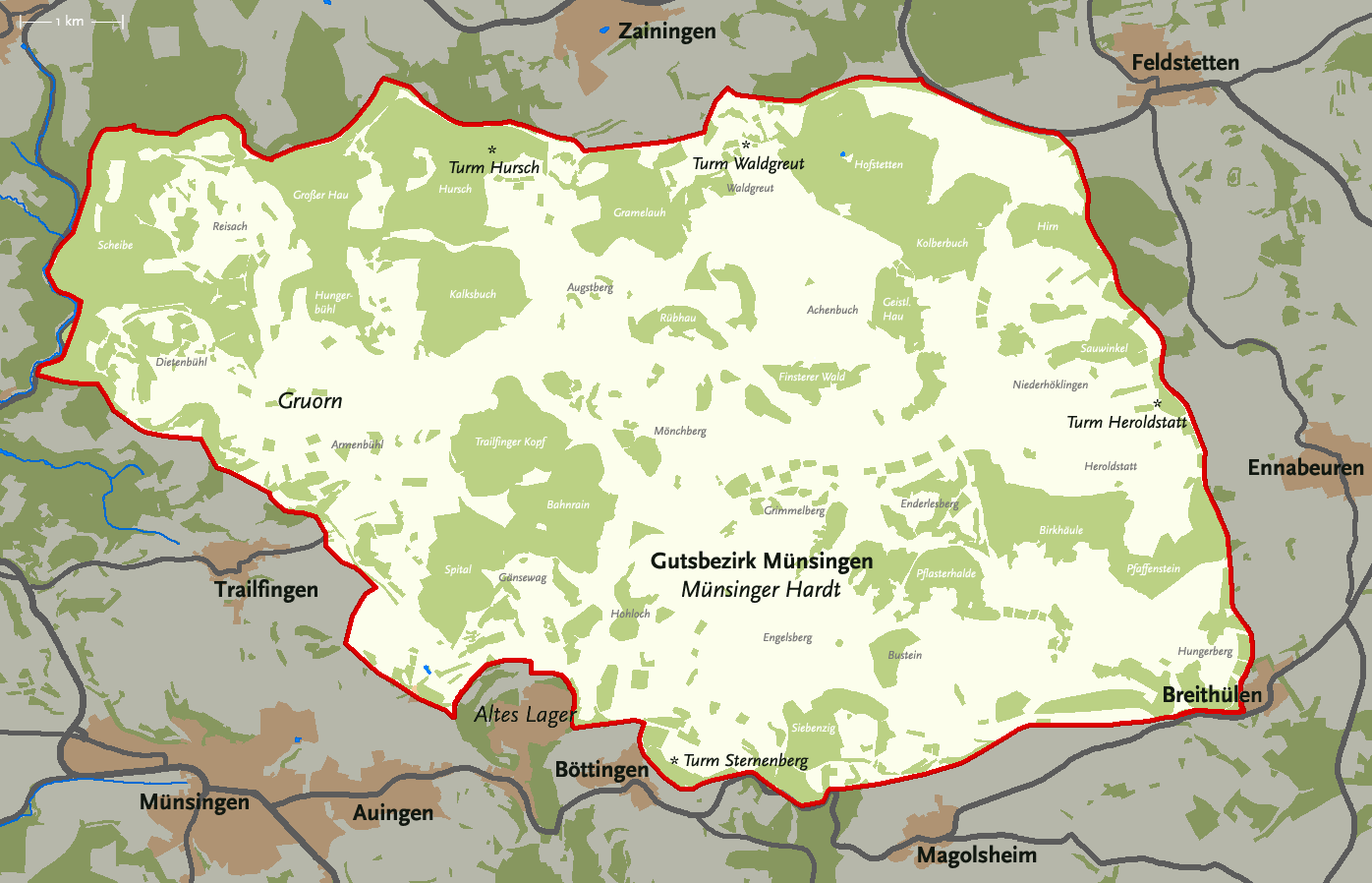
Mapa Gutsbezirk Münsingen

Gutsbezirk Münsingen – obszar wolny administracyjnie (niem. gemeindefreies Gebiet) w Niemczech, w kraju związkowym Badenia-Wirtembergia, w rejencji Tybinga, w regionie Neckar-Alb, w powiecie Reutlingen. Nie należy do żadnej gminy.
W 1942 zostały przyłączone tereny zamknięte poligonu wojskowego, a osiedla ludzkie obejmują jedynie 1,47 km² (gł. miejscowość Gruorn) i zlokalizowane są na południu przy samym mieście Münsingen. 